# باولر (باد نوین‌آر-آروایلار)
باولر (به آلمانی: Bauler) یک شهر در آلمان است که در اهرویلر واقع شده‌است. باولر ۴۵ نفر جمعیت دارد.